# Dívčí Kopy
Dívčí Kopy (en allemand : Ditschkop) est une commune du district de Jindřichův Hradec, dans la région de Bohême-du-Sud, en République tchèque. Sa population s'élevait à 70 habitants en 2020.

## Géographie
Dívčí Kopy se trouve à 9 km à l'est de Deštná, à 14 km au nord-nord-est de Jindřichův Hradec, à 52 km au nord-est de České Budějovice et à 101 km au sud-sud-est de Prague.
La commune est limitée par Vlčetínec au nord et à l'est, par Žďár au sud-est, par Hadravova Rosička au sud, et par Okrouhlá Radouň et Horní Radouň à l'ouest.

## Histoire
La première mention écrite du village date de 1420.

## Source
- (cs) Cet article est partiellement ou en totalité issu de l’article de Wikipédia en tchèque intitulé « Dívčí Kopy » (voir la liste des auteurs).